# Lake Diefenbaker
Der Lake Diefenbaker ist ein Stausee in der kanadischen Provinz Saskatchewan. Benannt ist der Stausee nach John Diefenbaker, dem früheren Premierminister Kanadas.

## Lage
Der Stausee wird durch den Gardiner-Staudamm am South Saskatchewan River und den Qu’Appelle River Dam am Qu’Appelle River gestaut. Der Bau beider Staudämme begann 1959 und dauerte bis 1967. Der See ist 225 Kilometer lang und durchschnittlich 6 Kilometer breit; er ist bis zu 66 Meter tief, während der Wasserspiegel jährlich um 3 bis 9 Meter fluktuiert.

## Erholung
Drei Provinzparks und mehrere Regionalparks befinden sich am Lake Diefenbaker. Dazu gehören der Danielson Provincial Park, der Douglas Provincial Park, der Saskatchewan Landing Provincial Park und der Palliser Regional Park. Freizeitaktivitäten umfassen Angeln, Bootfahren und Campieren. Die Kleinstadt Elbow am Seeufer verfügt über eine Marina. Die einzige verbliebene Fähre ist die Riverhurst Ferry, eine Kabelfähre zwischen den Dörfern Riverhurst und Greenbrier.

## Ökologie
Der Stausee bietet Lebensraum für zahlreiche Fischarten. Dazu gehören Quappen, Glasaugenbarsche, Hechte, Heringsmaränen, Amerikanische Seesaiblinge, Kanadische Zander, Goldaugen, Flussbarsche, Atlantische Lachse, Regenbogenforellen, See-Störe und Saugkarpfen. Die sandigen Strände des Sees werden von gefährdeten Gelbfuß-Regenpfeifern bevölkert.